# 아리스토텔레스주의

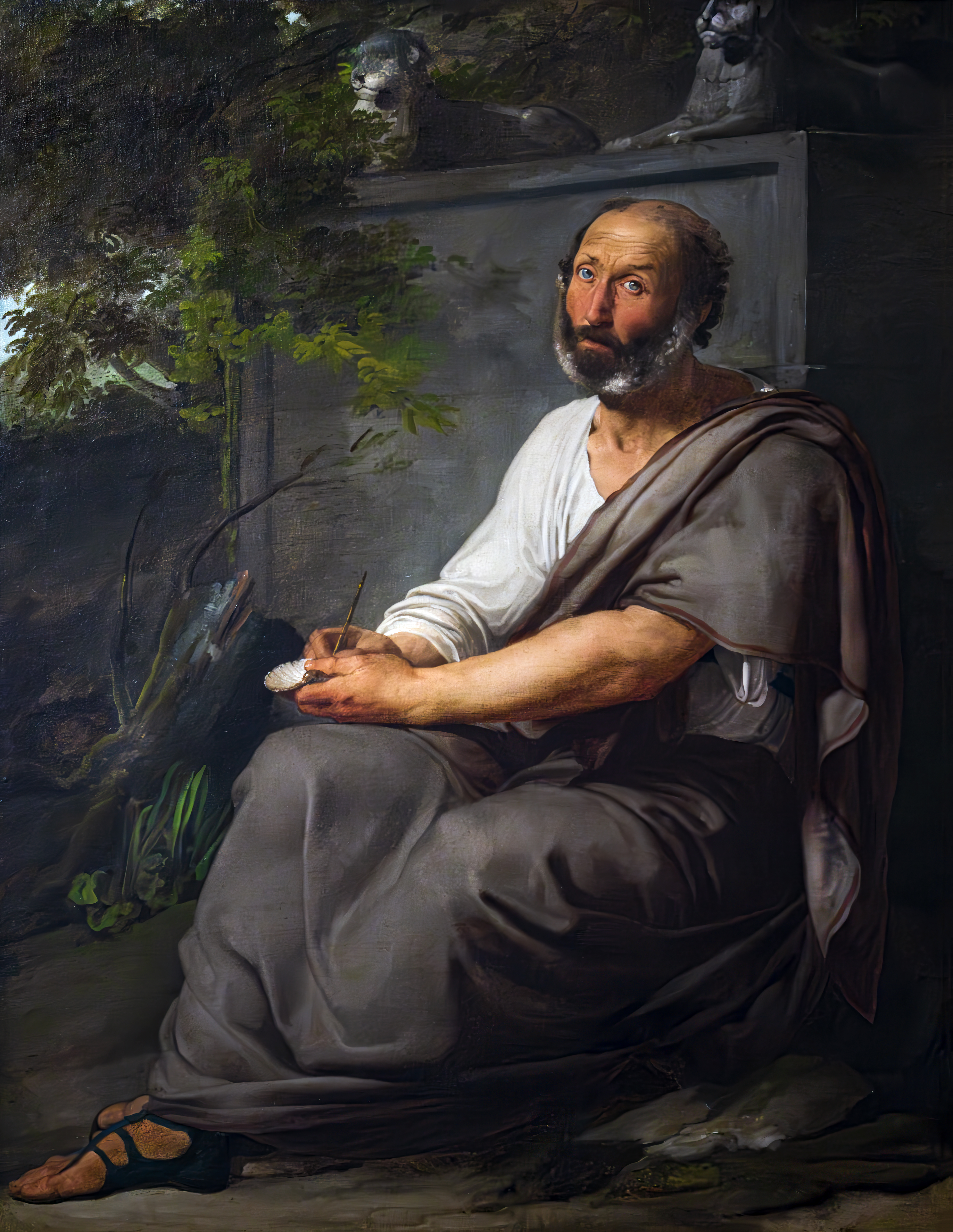

아리스토텔레스주의(영어: Aristotelianism)는 고대 그리스의 철학자 아리스토텔레스의 사상·철학을 계승하는 사상적 입장의 총칭이다.
아리스토텔레스의 리케이온에서의 직접적인 제자들인 기원전 4세기 무렵의 소요 학파를 효시로 해, 3세기 무렵의 신플라톤주의, 11-12세기 무렵의 이슬람 철학, 13세기 무렵의 스콜라주의, 그리고 프랑스·독일의 근대 철학의 일부 등이 이에 해당한다.